# 부드러운 전제 정치
부드러운 전제 정치 ( Soft despotism )는 알렉시 드 토크빌이 그의 책 <미국의 민주주의>에서 사용한 표현으로 한 나라가 "작고 복잡한 법규나 정책"에 의해 지나치게 통제되어 국가가 위태로워질 때 쓰는 표현이다.  부드럽다는 말은 폭압적이라는 말의 반대 표현으로 국민들이 그 상황을 인식하지 못하고 있음을 강조하기 위함이다. 
토크빌은 국민들이 정부의 행태에 대해 감시를 하여야 함에도 불구하고, 정부가 부모처럼 따뜻하게 대해주기 때문에 무조건 정부의 편을 들어주게 되어, 정부 위주의 독재적 형태로 나갈 수 있다고 경고하였다.  하지만, 미국의 경우에는 이런 경우가 일어나지 않았는데, 그 이유는 미국인들의 "마음의 습관"이 남달랐기 때문이라고 서술하였다. 

## 같이 보기
- 계몽절대주의
- 비자유 민주주의
- 마지막 인간
- 엽관제